# Chi Bất đẳng diệp
Chi Bất đẳng diệp (danh pháp khoa học: Anisophyllea) là một chi thực vật thuộc họ Bất đẳng diệp Anisophylleaceae.

## Danh sách loài
Chi này gồm các loài:
- Anisophyllea apetala, Scortech. ex King
- Anisophyllea beccariana, Baill.
- Anisophyllea boehmii
- Anisophyllea brachystila
- Anisophyllea buchneri
- Anisophyllea buettneri
- Anisophyllea cabole, Henriq.
- Anisophyllea cavaleriei
- Anisophyllea chartacea, Madani
- Anisophyllea cinnamomoides, (Gardner & Champ.) Alston
- Anisophyllea cordata
- Anisophyllea corneri, Ding Hou
- Anisophyllea curtisii, King
- Anisophyllea dichostila
- Anisophyllea disticha, (Jack) Baillon
- Anisophyllea exellii
- Anisophyllea fallax
- Anisophyllea ferruginea, Ding Hou
- Anisophyllea fissipetala
- Anisophyllea flavicans
- Anisophyllea fruticulosa
- Anisophyllea gaudichaudiana
- Anisophyllea glandulifolia
- Anisophyllea globosa, Madani
- Anisophyllea gosswveileri
- Anisophyllea grandifolia
- Anisophyllea grandis, (Benth.) Burkill
- Anisophyllea griffithii, Oliver
- Anisophyllea guianensis
- Anisophyllea impressinervia, Madani
- Anisophyllea ismailii
- Anisophyllea laurina
- Anisophyllea manausensis
- Anisophyllea mayumbensis
- Anisophyllea meniaudi
- Anisophyllea myriosticta
- Anisophyllea nitida, Madani
- Anisophyllea obtusifolia
- Anisophyllea penninervata
- Anisophyllea pochetii
- Anisophyllea poggei
- Anisophyllea polyneura, Floret
- Anisophyllea pomifera
- Anisophyllea purpurascens
- Anisophyllea quangensis, Engl. ex Henriq.
- Anisophyllea reticulata, Kochummen
- Anisophyllea rhomboidea, Baill.
- Anisophyllea scortechinii
- Anisophyllea setosa
- Anisophyllea sororia
- Anisophyllea thouarsiana
- Anisophyllea tomentosa
- Anisophyllea trapezoidalis
- Anisophyllea zeylanica